# Тристан Вукчевић
Тристан Цаликис Вукчевић (Сијена, 11. март 2003) српски је кошаркаш. Игра на позицији крилног центра, а тренутно наступа за Вашингтон визардсе.

## Каријера

### Клупска
Вукчевић је 2. септембра 2020. дебитовао у предсезони за Реал Мадрид у победи над Реал Бетисом резултатом 68–66 са 8 поена. У АЦБ лиги је дебитовао 11. октобра у победи над Гран Канаријом резултатом 90–65 забележивши 2 поена и 2 скока за 4 минута.
Дана 27. јануара 2022. потписао је вишегодишњи уговор са Партизаном. Током сезоне 2022/23, Партизан је елиминисан од Реал Мадрида у тесној серији плеј-офа Евролиге. Вукчевић је током сезоне у Евролиги одиграо 13 утакмица и просечно бележио 1,2 поена и 1,2 скока по утакмици. Сезону је завршио освајањем АБА лиге, после победе од 3:2 у финалу над Црвеном звездом.
Вукчевић се одлично показао на НБА драфту комбајну, постигао је 21 поен за 17 минута. Изабран је као 42. пик од стране Вашингтон визардса на НБА драфту 2023.
Дана 14. марта 2024. Вукчевић, уз обештећење, напушта Партизан и потписује уговор до краја сезоне са Вашингтон визардсима.
Дана 3. јула 2024. потписао је двогодишњи двосмерни уговор са Вашингтон визардсима.

### Репрезентативна
Због очевог порекла, Тристан има право да представља Србију, Босну и Херцеговину или Грчку, док због порекла своје мајке има право да представља Шведску. Такође, он има право да представља Италију или Шпанију. 
Према речима његовог оца, Тристан се одлучио да представља Србију на репрезентационом нивоу.

## Успеси

### Клупски
- Реал Мадрид:
  - Суперкуп Шпаније (1): 2021.
- Партизан:
  - Јадранска лига (1): 2022/23.

## Приватни живот
Вукчевић је син Швеђанке Џејд и српског кошаркаша Душана Вукчевића. Његов отац је током играчке каријере играо за Црвену звезду, Олимпијакос, Реал Мадрид, Олимпију Милано, Виртус Болоњу, као и за репрезентацију Србије и Црне Горе.
Тристан је одрастао у Италији где је његов отац провео највећи део каријере. Након Душановог пензионисања, породица се преселила у Атину.